# Boulevard du Théâtre

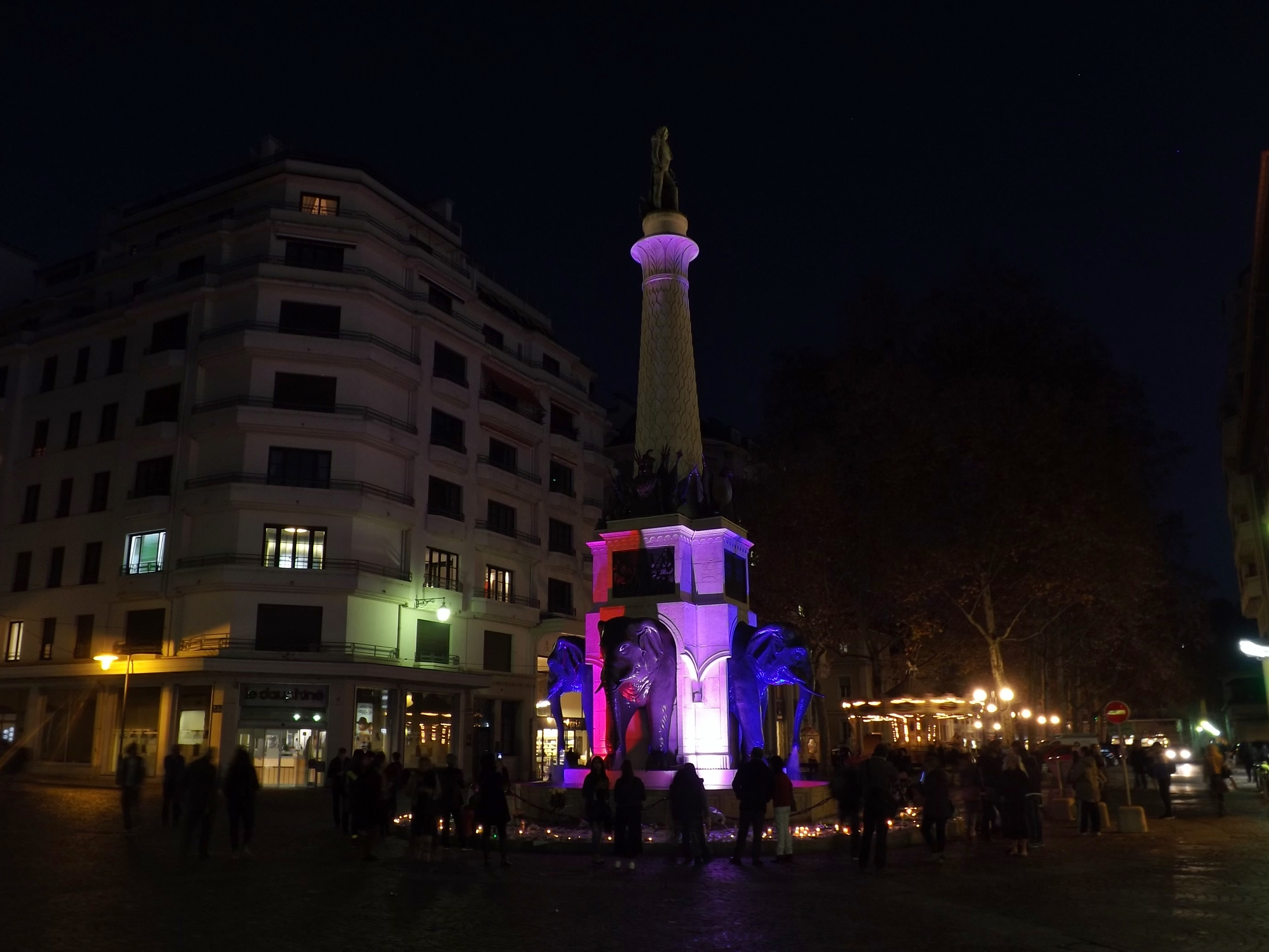
In den Nationalfarben angestrahlter Elefantenbrunnen. Dahinter der Boulevard du Théâtre.

Der Boulevard du Théâtre ist ein etwa 100 Meter kurzer Straßenabschnitt im ostfranzösischen Chambéry im Département Savoie. Er verläuft in nordwest-südöstliche Richtung und wird im Norden vom Elefantenbrunnen und im Süden von der Rückseite des Theaters begrenzt. In der Mitte stehen zwei Reihen von Platanen. Hinter dem markanten Brunnen setzt sich der Straßenverlauf unter dem Namen Boulevard de la Colonne in etwa doppelter Länge bis zur Rue Saint-Antoine fort und geht dort in die Avenue des Duc de Savoie über. Beide Straßen markieren das Gelände der ehemaligen Stadtmauer und sind heute die einzigen beiden in der Innenstadt, die in ihrer Mitte Baumanpflanzungen haben. Am Elefantenbrunnen zweigt die Rue de Boigne ab, die zentral durch die Altstadt zum Schloss führt.
An seinem Südende befinden sich das Musée Savoie und gegenüberliegend das Lycee Professionnel Privé Sainte Geneviève. Auf der Südseite befindet sich seit 1940 das Kino L’Astrée, ansonsten sind Geschäftshäuser vorherrschend. An der Nordseite sind Banken und Versicherungen dominierend. Mit einem Einbahnstraßensystem kann die Straße vom Individualverkehr genutzt werden, sie liegt aber mit 90 Minuten in der roten Zone mit der kürzesten Parkdauer der Stadt.